# 송지중학교
송지중학교(松旨中學校)는 대한민국 전라남도 해남군 송지면 미야리에 있는 공립 중학교이다.

## 학교 연혁
- 1955년 5월 3일 : 개교
- 1955년 6월 30일 : 초대 이윤조 교장 취임
- 2024년 9월 1일 : 제31대 이인범 교장 부임
- 2025년 2월 6일 : 2024학년도 제68회 졸업(졸업 27명, 졸업생 총 12,011명)
- 2025년 3월 4일 : 2025학년도 신입생 28명 입학(남 10명, 여 18명)

## 참고 자료
- 송지중학교 - 한국교육학술정보원 학교알리미